# Hickmanoxyomma
Hickmanoxyomma is een geslacht van hooiwagens uit de familie Triaenonychidae.
De wetenschappelijke naam Hickmanoxyomma is voor het eerst geldig gepubliceerd door G. S. Hunt in 1990. 

## Soorten
Hickmanoxyomma omvat de volgende 7 soorten:
- Hickmanoxyomma cavaticum
- Hickmanoxyomma clarkei
- Hickmanoxyomma cristatum
- Hickmanoxyomma eberhardi
- Hickmanoxyomma gibbergunyar
- Hickmanoxyomma goedei
- Hickmanoxyomma tasmanicum